# Cristiano Augusto I di Schleswig-Holstein-Sonderburg-Augustenburg
Cristiano Augusto I di Schleswig-Holstein-Sonderburg-Augustenburg (4 agosto 1696 – 20 gennaio 1754) è stato un militare danese.

## Biografia
Era figlio del principe Federico Guglielmo di Schleswig-Holstein-Sonderburg-Augustenburg, a sua volta figlio del duca Ernest Gunther di Schleswig-Holstein-Sonderburg-Augustenburg, e della contessa danese Sofie Amalie af Ahlefeld.
Servì come prevosto del capitolo della cattedrale di Amburgo. In seguito, diventò governatore dell'isola danese di Als, poi generale di fanteria e colonnello delle guardie reali in Danimarca. Nel 1731, successe allo zio Ernesto Augusto, che era morto senza figli, governando il ducato di Schleswig-Holstein-Sonderburg-Augustenburg per più di vent'anni.

## Matrimonio e figli
Sposò Frederikke Louise (1699-1744), figlia del conte Christian Gyldenlove di Danneskiold-Samsøe. Ebbero i seguenti figli:
- Federico Cristiano I
- Emilio Augusto (nato nbel 1722): luogotenente generale nell'esercito danese
- Sofia Carlotta (1725-1752)
- Sofia Maddalena (nata nel 1731)
- Carlotta Amalia (nata nel 1736)

## Ascendenza
|                                                                            |                                    |                                                                 | Genitori                                                          |  |  | Nonni |  |  | Bisnonni                                               |  |  | Trisnonni                                           |  |
|                                                                            |                                    |                                                                 |                                                                   |  |  |       |  |  | 8. Alexander, II duca di Schleswig-Holstein-Sonderburg |  |  | 16. Johann, I duca di Schleswig-Holstein-Sonderburg |  |
|                                                                            |                                    |                                                                 |                                                                   |  |  |       |  |  | 8. Alexander, II duca di Schleswig-Holstein-Sonderburg |  |  | 16. Johann, I duca di Schleswig-Holstein-Sonderburg |  |
|                                                                            |                                    | 17. principessa Lisbeth von Braunschweig-Grubenhagen            |                                                                   |  |  |       |  |  | 8. Alexander, II duca di Schleswig-Holstein-Sonderburg |  |  |                                                     |  |
| 4. Ernst Günther, I duca di Schleswig-Holstein-Sonderburg-Augustenburg     |                                    |                                                                 |                                                                   |  |  |       |  |  | 8. Alexander, II duca di Schleswig-Holstein-Sonderburg |  |  |                                                     |  |
|                                                                            |                                    | 9. contessa Dorothea von Schwarzburg-Sondershausen              | 18. Johann Günther I, I conte di Schwarzburg-Sondershausen        |  |  |       |  |  |                                                        |  |  |                                                     |  |
|                                                                            |                                    | 9. contessa Dorothea von Schwarzburg-Sondershausen              | 18. Johann Günther I, I conte di Schwarzburg-Sondershausen        |  |  |       |  |  |                                                        |  |  |                                                     |  |
|                                                                            |                                    | 9. contessa Dorothea von Schwarzburg-Sondershausen              | 19. contessa Anna von Oldenburg                                   |  |  |       |  |  |                                                        |  |  |                                                     |  |
| 2. duca Ernst August von Schleswig-Holstein-Sonderburg-Augustenburg        |                                    | 9. contessa Dorothea von Schwarzburg-Sondershausen              |                                                                   |  |  |       |  |  |                                                        |  |  |                                                     |  |
|                                                                            |                                    | 10. Philipp, I duca di Schleswig-Holstein-Sonderburg-Glücksburg | 20. Johann, I duca di Schleswig-Holstein-Sonderburg (= 16)        |  |  |       |  |  |                                                        |  |  |                                                     |  |
|                                                                            |                                    | 10. Philipp, I duca di Schleswig-Holstein-Sonderburg-Glücksburg | 20. Johann, I duca di Schleswig-Holstein-Sonderburg (= 16)        |  |  |       |  |  |                                                        |  |  |                                                     |  |
|                                                                            |                                    | 10. Philipp, I duca di Schleswig-Holstein-Sonderburg-Glücksburg | 21. principessa Lisbeth von Braunschweig-Grubenhagen (= 17)       |  |  |       |  |  |                                                        |  |  |                                                     |  |
| 5. duchessa Auguste von Holstein-Sonderburg-Glücksburg                     |                                    | 10. Philipp, I duca di Schleswig-Holstein-Sonderburg-Glücksburg |                                                                   |  |  |       |  |  |                                                        |  |  |                                                     |  |
|                                                                            |                                    | 11. duchessa Sophie Hedwig von Sachsen-Lauenburg                | 22. Franz II, VI duca di Sassonia-Lauenburg                       |  |  |       |  |  |                                                        |  |  |                                                     |  |
|                                                                            |                                    | 11. duchessa Sophie Hedwig von Sachsen-Lauenburg                | 22. Franz II, VI duca di Sassonia-Lauenburg                       |  |  |       |  |  |                                                        |  |  |                                                     |  |
|                                                                            |                                    | 11. duchessa Sophie Hedwig von Sachsen-Lauenburg                | 23. principessa Maria von Braunschweig-Wolfenbüttel               |  |  |       |  |  |                                                        |  |  |                                                     |  |
| 1. Christian August, IV duca di Schleswig-Holstein-Sonderburg-Augustenburg |                                    | 11. duchessa Sophie Hedwig von Sachsen-Lauenburg                |                                                                   |  |  |       |  |  |                                                        |  |  |                                                     |  |
|                                                                            | 12. Frederik, signore di Ahlefeldt | 24. Frederik, signore di Ahlefeld                               |                                                                   |  |  |       |  |  |                                                        |  |  |                                                     |  |
|                                                                            | 12. Frederik, signore di Ahlefeldt | 24. Frederik, signore di Ahlefeld                               |                                                                   |  |  |       |  |  |                                                        |  |  |                                                     |  |
|                                                                            | 12. Frederik, signore di Ahlefeldt | 25. Dorothea Blome                                              |                                                                   |  |  |       |  |  |                                                        |  |  |                                                     |  |
| 6. Frederik, I conte di Ahlefeld                                           | 12. Frederik, signore di Ahlefeldt |                                                                 |                                                                   |  |  |       |  |  |                                                        |  |  |                                                     |  |
|                                                                            |                                    | 13. Birgitte af Ahlefeld-Graasten                               | 26. Gregers Hansen af Ahlefeld, signore di Halvsogaard e Graasten |  |  |       |  |  |                                                        |  |  |                                                     |  |
|                                                                            |                                    | 13. Birgitte af Ahlefeld-Graasten                               | 26. Gregers Hansen af Ahlefeld, signore di Halvsogaard e Graasten |  |  |       |  |  |                                                        |  |  |                                                     |  |
|                                                                            |                                    | 13. Birgitte af Ahlefeld-Graasten                               | 27. Mette Hansdatter Blome                                        |  |  |       |  |  |                                                        |  |  |                                                     |  |
| 3. contessa Sofie Amalie af Ahlefeld                                       |                                    | 13. Birgitte af Ahlefeld-Graasten                               |                                                                   |  |  |       |  |  |                                                        |  |  |                                                     |  |
|                                                                            |                                    | 14. Friedrich Emich, IV conte di Leiningen-Dagsburg-Hartenburg  | 28. Johann Philipp II, III conte di Leiningen-Dagsburg-Hartenburg |  |  |       |  |  |                                                        |  |  |                                                     |  |
|                                                                            |                                    | 14. Friedrich Emich, IV conte di Leiningen-Dagsburg-Hartenburg  | 28. Johann Philipp II, III conte di Leiningen-Dagsburg-Hartenburg |  |  |       |  |  |                                                        |  |  |                                                     |  |
|                                                                            |                                    | 14. Friedrich Emich, IV conte di Leiningen-Dagsburg-Hartenburg  | 29. contessa Elisabeth zu Leiningen-Dagsburg-Falkenburg           |  |  |       |  |  |                                                        |  |  |                                                     |  |
| 7. contessa Marie Elisabeth zu Leiningen-Dagsburg-Hartenburg               |                                    | 14. Friedrich Emich, IV conte di Leiningen-Dagsburg-Hartenburg  |                                                                   |  |  |       |  |  |                                                        |  |  |                                                     |  |
|                                                                            |                                    | 15. contessa Sibylla von Waldeck-Wildungen                      | 30. Christian, VII conte di Waldeck-Wildungen                     |  |  |       |  |  |                                                        |  |  |                                                     |  |
|                                                                            |                                    | 15. contessa Sibylla von Waldeck-Wildungen                      | 30. Christian, VII conte di Waldeck-Wildungen                     |  |  |       |  |  |                                                        |  |  |                                                     |  |
|                                                                            |                                    | 15. contessa Sibylla von Waldeck-Wildungen                      | 31. contessa Elisabeth von Nassau-Siegen                          |  |  |       |  |  |                                                        |  |  |                                                     |  |
|                                                                            |                                    | 15. contessa Sibylla von Waldeck-Wildungen                      |                                                                   |  |  |       |  |  |                                                        |  |  |                                                     |  |